# Tamia alpin
Neotamias alpinus
Espèce
Synonymes
- Tamias alpinus Merriam, 1893

Statut de conservation UICN

 LC  : Préoccupation mineure
Le Tamia alpin (Neotamias alpinus), également désigné sous le nom de Tamia des montagnes, est une espèce de mammifère rongeur de la famille des sciuridés. Ce tamia du genre Neotamias, vit sur les hautes terres de la Sierra Nevada en Californie,, dans des espaces ouverts, généralement entre 2 500 et 3 900 m d'altitude.

## Dénominations
- Nom scientifique valide : Neotamias alpinus (Merrian, 1893)[4]
- Nom normalisé anglais : Alpine Chipmunk
- Noms vulgaires (vulgarisation scientifique) recommandés ou typiques en français : Tamia alpin[5].
- Autres noms vulgaires :  Tamia des montagnes
- Noms vernaculaires (langage courant) pouvant désigner éventuellement d'autres espèces : Tamia, Chipmunk.

## Description
Ces petits mammifères présentent les caractéristiques typiques du genre Neotamias : le front brun avec trois lignes blanches séparées par du brun et quatre lignes blanches sur le dos d’un roux très discret. Les dimensions d'un adulte sont comprises entre 16.6 et 20.3 cm pour un poids compris entre 27,5  et   45,5 g, Il mesure entre 17  et   18 cm, environ, sans la queue. Dans l’ensemble, le tamia alpin est nettement plus pâle et plus petit que les autres espèces de son genre. Sa longévité à l’état sauvage est généralement de 2 à 3 ans.

## Écologie

### Distribution et Habitat

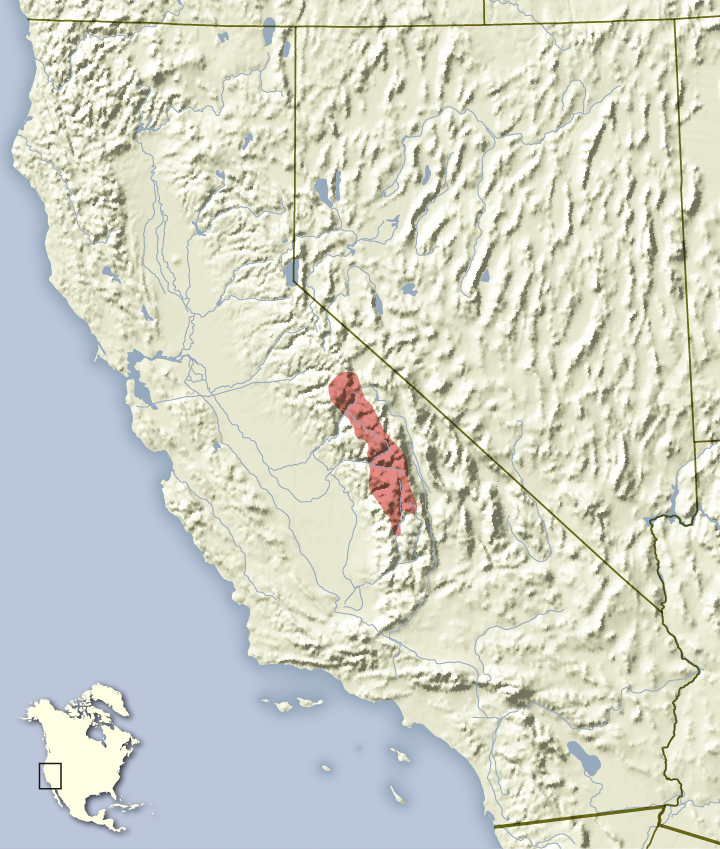
Répartition du tamia alpin

Le tamia alpin ne vit que dans les hautes altitudes de la Sierra Nevada, du Parc national de Yosemite au nord jusqu’au pic Olancha au sud. Il a été observé à des altitudes comprises entre environ 2 300 mètres (7 500 ft) et 3 900 mètres (12 800 ft), bien qu’il soit rarement observé en dessous de 2 500 mètres (8 200 ft). 
Il habite principalement les éboulis et les forêts subalpines, où s’accumule une grande quantité de débris rocheux meubles. En été, lorsque l’environnement de haute altitude devient de plus en plus aride et chaud, le tamia alpin utilise ces rochers pour se réfugier dans les crevasses profondes et fraîches des blocs afin de réguler sa température corporelle.

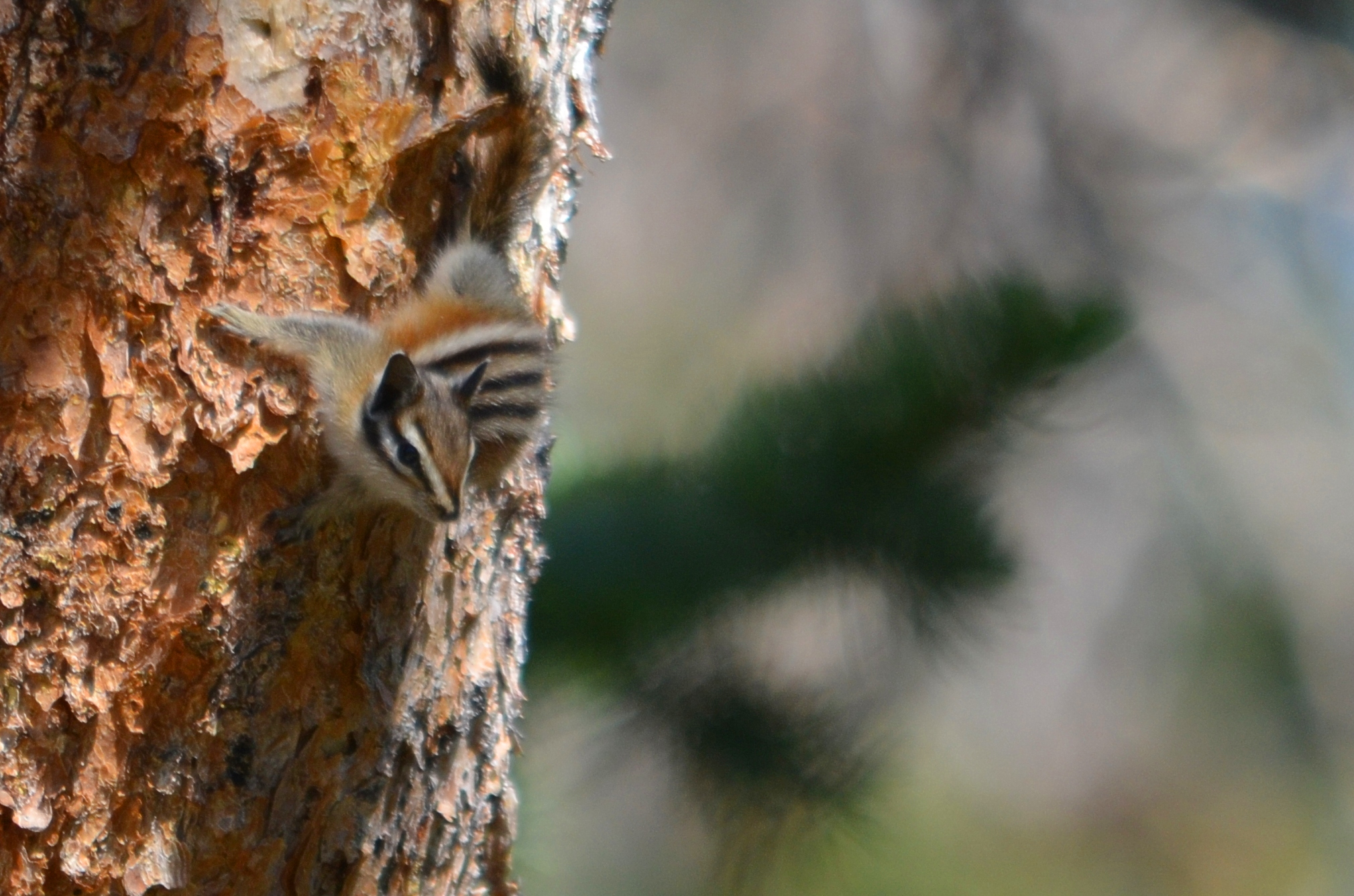
Tamias alpin (Tamias alpinus) sur un séquoia dans les hautes Sierras en Californie.

### Activité
Le tamia alpin est extrêmement agile, capable de bondir rapidement d’un endroit à l’autre au cours de ses activités quotidiennes. Lorsqu’il court, on l’observe généralement redresser sa queue à la verticale afin de paraître plus grand et plus long, ce qui lui permet d’intimider ses prédateurs ou ses concurrents. Parmi ses prédateurs figurent différentes espèces de rapaces, de mustélidés, ainsi que des carnivores plus grands comme des renards, le coyote et le lynx roux. Sur le plan social, le tamia alpin se montre plus réservé que ses proches parents. Lorsqu’il est provoqué, il émet peu, voire aucun cri, contrairement à d’autres espèces qui réagissent par des sons forts et répétés.

### Alimentation
Le tamia alpin se nourrit des graines de laîches, de graminées et d'autres plantes des zones montagneuses qui lui a donné son nom. Parmi les exemples de végétaux consommés, on trouve la cerise amère (Prunus emarginata), des groseilles (Ribes), des myrtilles et airelles (Vaccinium), ainsi que leur source de nourriture la plus courante, les Cistanthe umbellata. Ils ne s’abreuvent pas car l'humidité présente dans leurs aliments leurs suffisent : ils conservent leur eau en concentrant leur urine, ce qui lui permet de ne pas dépendre d’autres sources d’eau que leur alimentation, bien qu’ils en utilise si l’occasion se présente. En période de disette, on observe des phénomènes de compétition intraspécifique.

### Cycle de vie
Le tamia alpin est considéré comme un animal diurne, bien qu’il présente une certaine activité nocturne durant l’été. À la fin juillet et en août, il prend beaucoup de poids afin de se préparer à l’hibernation, qu’il passe sous la neige, laquelle agit comme un isolant thermique. Il hiberne de Ils hibernent de la mi-octobre à juin, en se réveillant fréquemment pour s’alimenter. Ses abajoues peuvent tripler de volume, car il est constamment à la recherche de nourriture et transporte ses trouvailles dans son terrier, où il peut stocker jusqu’à 3,5 kg de provisions. Cela lui permet d’éviter de sortir dans les conditions hivernales rigoureuses.

## Menaces et conservation
Lors de sa dernière évaluation, le 21 janvier 2016, l’UICN a classé le tamia alpin comme une espèce de « préoccupation mineure ». Malgré son aire de répartition restreinte, ses effectifs sont stables et présentent peu ou pas de fluctuations.
Cependant, certaines menaces persistent. Les habitats principaux du tamia alpin étant constitués de forêts et de zones rocheuses, les activités humaines récentes ainsi que le changement climatique ont poussé l’espèce à migrer progressivement vers des altitudes plus élevées, en raison de la dégradation de la qualité et de la surface de son habitat. Le changement climatique peut entraîner une fragmentation des populations, en particulier parce que le tamia alpin vit en haute altitude, dans les zones montagneuses. Ces tamias ne vivent par ailleurs dans aucune aire protégée, ce qui peut compromettre leur survie.